# Helge Kautz
Helge Thorsten Kautz (* 14. Februar 1967 in Hilden) ist ein deutscher Science-Fiction-Autor und Musiker. Bekannt ist er durch seine Romane zur Computerspielreihe „X“.

## Leben
Kautz wurde 1967 in Hilden als Sohn eines Druckers und einer Chemotechnikerin geboren. Seine Tätigkeit als Science-Fiction-Autor begann er im 13. Lebensjahr mit Kurzgeschichten und später mit einem Roman. In den späten 1980er und frühen 1990er Jahren gab es kleinere Veröffentlichungen in Computer-Magazinen und die Ausstrahlung seines SF-Märchens Marina im Lokalradio. Zwischen 1996 und 2006 arbeitete Kautz als Webmaster für THQ. Sein Roman Farnhams Legende, welcher 2000 dem Computerspiel X-Tension beilag, wurde für den Kurd-Laßwitz-Preis 2001 nominiert.
Seit Mitte 2007 ist Kautz freiberuflich als Autor und Musiker tätig und lebt in Düsseldorf.
2013 veröffentlichte Kautz mit seiner Band Voxager (stylisiert als voXager) das Debütalbum Beyond the Frontier.

## Bibliographie

### X-Universum
- X: Farnhams Legende, Originalausgabe: Juni 2000, THQ Entertainment, Neuauflage: März 2005, Panini, ISBN 3-8332-1204-7
- X2: Nopileos, Januar 2004, Panini, ISBN 3-8332-1041-9
- X3: Yoshiko, April 2006, Panini, ISBN 3-8332-1344-2
- X3: Hüter der Tore, 2009, Panini, ISBN 978-3-8332-1793-7
- X3: Wächter der Erde, August 2009, Panini, ISBN 978-3-8332-1942-9

Ein weiterer Band namens X Rebirth: Plutarch Rising war ursprünglich für eine Veröffentlichung im Jahr 2014 geplant. Im Jahr 2015 gab Kautz jedoch im Egosoft-Forum bekannt, dass der Roman aufgrund persönlicher Probleme auf unbestimmte Zeit verschoben wurde. Das einzig veröffentlichte Material des Romans stellt eine Leseprobe dar, welche der im November 2013 veröffentlichten „Collector’s Edition“ von X Rebirth beilag (nicht Bestandteil der rein digitalen Variante). Der Roman wäre über Panini mit der ISBN 978-3-8332-2703-5 erschienen.

### Andere Veröffentlichungen
- Die Sagittarius-Verschwörung, September 2003, ISBN 978-3-9806698-2-5 (Tie-in zum Computerspiel Yager)

## Diskographie
- 2013 · Voxager - Beyond the Frontier